# SilkAir
SilkAir là một hãng hàng không có trụ sở tại Singapore. Đây là một công ty con có 100% vốn của Singapore Airlines và cung cấp các chuyến bay theo lịch trình từ Singapore đến 29 thành phố ở Đông Nam Á, Nam Á và Trung Quốc. Là một hãng hàng không của Singapore Airlines, hãng này cung cấp 29/100 điểm đến cự ly gần trong mạng lưới của Tập đoàn Singapore Airlines, và vận chuyển 1,56 triệu khách trong năm 2006. Hãng đã kiếm được lợi nhuận 30 triệu dollar Singapore và doanh thu tăng 20,4% lên mức 415 triệu USD.

## Đội bay
Ngày nay, đội tàu bay của SilkAir, với tuổi trung bình 4,5 năm, bao gồm các máy bay sau :
Ngày 20.12.2006, SilkAir đã ký một thỏa thuận mua 11 chiếc Airbus A320-200 với 9 chiếc nữa theo hợp đồng quyền mua. Các máy bay này sẽ được giao giữa 2009-2012 .

## Các đối tác có thỏa thuận chia chỗ
- Singapore Airlines
- Malaysia Airlines (From 1 July2005, MAS code added on flights to Kota Kinabalu và Kuching from Singapore)
- Air India
- Garuda Indonesia
- Mandala Airlines